# Hinterberghorn
Il monte Hinterberghorn (2.493 m s.l.m.) è una montagna sita nel massiccio del monte Hochkalter delle Alpi di Berchtesgaden nelle Alpi Settentrionali Salisburghesi. Si trova vicino a Ramsau e a Berchtesgaden, fa parte del Parco Nazionale di Berchtesgaden.

## Geologia dei monti Hochkalter
Le montagne dell'Hochkalter, come tutte le Alpi Calcaree settentrionali, sono costituite da un misto di dolomite e calcare . Nei gruppi Hochkalter e Hocheis predomina il calcare più duro del Dachstein, roccia che si è formata per sedimentazione nell'oceano Teti durante la fase del Triassico superiore (220 milioni di anni fa). Quando si formarono le Alpi, gli strati inclinati del calcare del Dachstein furono inclinati con un angolo di 30°-40° dai movimenti tettonici delle placche continentali africane ed europee. Il risultato è chiaramente visibile sul massiccio dell'Hochkalter, soprattutto nella valle del Forno (Ofental). Gran parte della catena meridionale del Wimbach è costituita dalla fragile dolomite di Ramsau, che ha contribuito in modo significativo all'accumulo di rocce nella valle di Wimbach .

## Montagne del Gruppo Hocheis
- Cima Alta , 2.523 m
- Hinterberghorn, 2.493 m
- Kammerlinghorn, 2.483 m
- Hinterbergkopf, 2.247 m
- Hocheishörnl, 2.252 m
- Karlkogel, 2.195 m
- Eislhornl, 2.095 m
- Vorderberghörnl, 2.083 m
- Kleineishörnl, 1.934 m